# 肖震生
肖震生（？—？），四川阆中人，是一名清朝政治人物。
肖震生曾于1769年接替杨茂迁任南汇县知县一职，同年由李长青接任。